# Clemens IX.

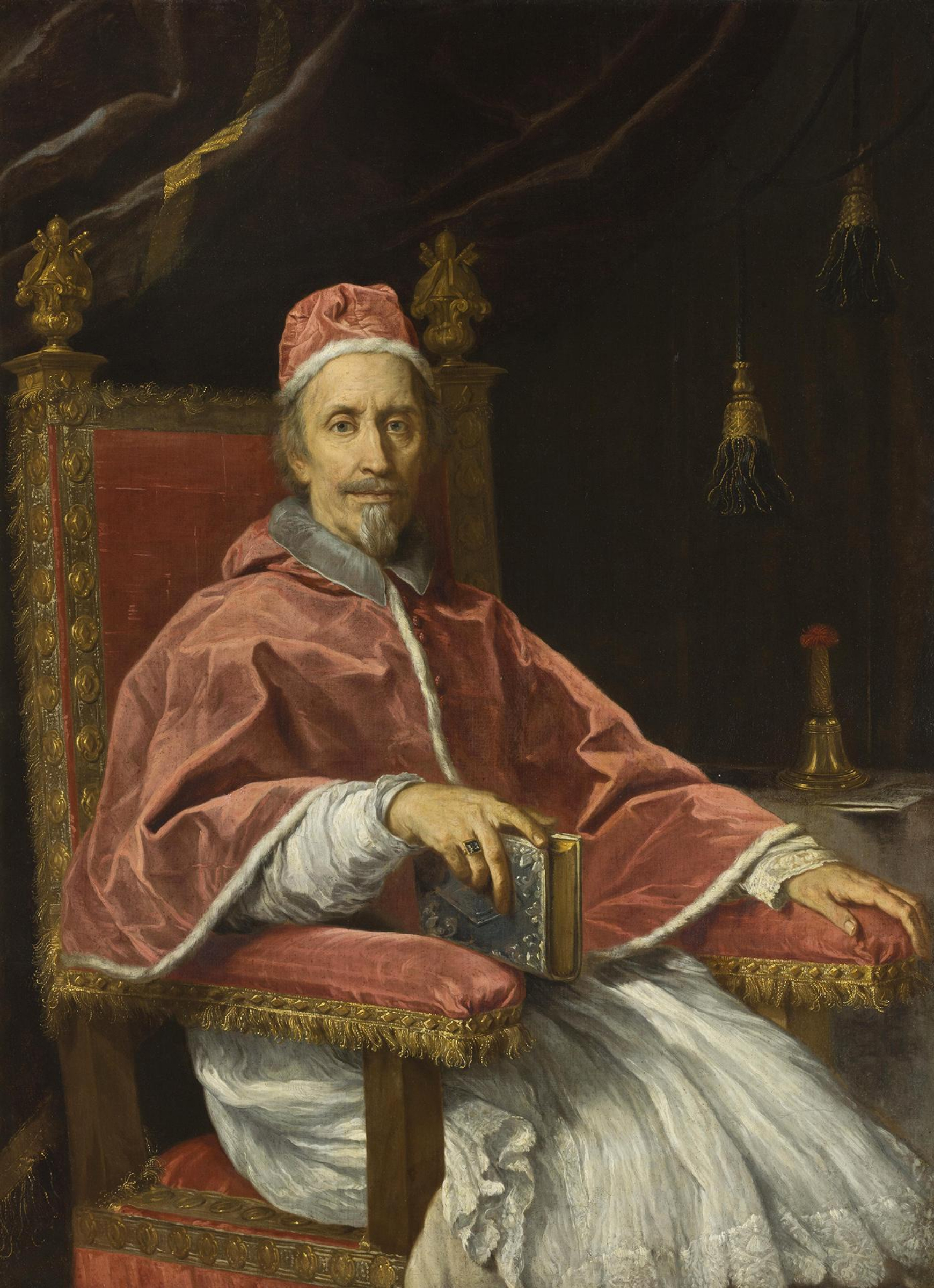
Clemens IX.

Wappen Clemens’ IX.

Clemens IX. (* 28. Januar 1600 in Pistoia; † 9. Dezember 1669 in Rom), bürgerlicher Name Giulio Rospigliosi, war von 1667 bis 1669 Papst der katholischen Kirche.

## Familie
Giulio Rospigliosi entstammte einer Familie, die angeblich zur Zeit von Kaiser Friedrich I. Barbarossa aus Mailand  nach Lamporecchio in die Nähe von Pistoia übergesiedelt war. Hier engagierte sie sich im Wollhandel und bezog daraus ihren Reichtum, der sie in die Lage versetzte, Grundbesitz zu erwerben. Dieser wiederum befähigte sie, in den kommunalen Ämtern von Pistoia tätig zu werden, ohne freilich weitergehende Intentionen zu entwickeln. Dies änderte sich erst mit dem Aufstieg von Giulio Rospigliosi in der Mitte des 17. Jahrhunderts.

## Werdegang

### Klerikale Karriere
Giulio Rospigliosi studierte Theologie und Philosophie in Pisa und erlangte hier ein Doktorat der Theologie, Philosophie und beider Rechte 1623. Nach seinem Umzug nach Rom wurde er 1632 in der Kurie Referendar in der Abteilung für Justiz und bekleidete danach weitere Ämter, wobei er sich der Protektion der Familie Barberini erfreute, der Papst Urban VIII. angehörte. 1635 wurde er daher zum Sekretär der päpstlichen Schreiben an die weltlichen Fürsten ernannt; seine Korrespondenz vermittelt darüber intime Kenntnisse. Am 29. März 1644 wurde er zum Titularerzbischof von Tarsus erhoben und versah anschließend bis 1653 das Amt des päpstlichen Nuntius in Spanien, als der er daran mitwirkte, das Ende des Dreißigjährigen Krieges herbeizuführen. Nach einer rund zweijährigen Zeit der Zurückgezogenheit, an deren Ende das Kardinalskollegium ihn nach dem Tode von Innozenz X. zum Gouverneur der Stadt Rom während der Sedisvakanz ernannte, berief ihn Alexander VII. 1655 zum päpstlichen Staatssekretär. Am 9. April 1657 wurde er schließlich zum Kardinal von S. Sisto kreiert, womit er zum wirklichen Kardinalstaatssekretär befördert wurde.

### Kulturelles Wirken
Als Kurienbeamter und als Kardinal machte sich Giulio Rospigliosi als Librettist der frühen römischen Opera buffa einen Namen. So stammen von ihm die Libretti zu Chi soffre speri (1639; Musik von Virgilio Mazzocchi und Marco Marazzoli) sowie Dal male il bene (1654; Musik von Antonio Maria Abbatini und Marco Marazzoli). Außerdem schrieb er die Texte zu acht weiteren Opern, darunter: Il Sant’Alessio (1631, Musik von Stefano Landi), Erminia sul Giordano (nach Tassos Gerusalemme liberata, 1633 im Palazzo Barberini), San Bonifacio (1638, Musik von Virgilio Mazzocchi), Il palazzo incantato (1642, Musik von Luigi Rossi) und Sant’Eustachio (1643). Die literarische Tätigkeit wurde mit den Libretti La vita umana 1655 und Le armi e gli amori 1656 fortgeführt, doch das letzte Werk schrieb der nunmehrige Papst im Jahre 1668 mit dem Titel La comica dal cielo. Einige der Werke wurden im Theater des Palazzo Barberini uraufgeführt. Im Ganzen gesehen trugen die Textdichtungen des Kardinals zu einer größeren Dramatisierung und musikalischeren Gestaltung der Opern bei.
Giulio Rospigliosi war außerdem Mäzen und Freund der berühmten Sängerin Leonora Baroni und des Sopranisten und Diplomaten Atto Melani, der wie er aus Pistoia stammte.

## Papstwahl
Als Alexander VII. am 2. Mai 1667 gestorben war, traten am 2. Juni 61 und am Ende 64 Kardinäle in das Konklave im Vatikan ein. Nach 18 Tagen wurde Giulio Rospigliosi am 20. Juni 1667 zum neuen Papst gewählt, wobei sich die französische und spanische Fraktion innerhalb des Kardinalskollegiums mit hintergründiger Beeinflussung durch den Großherzog der Toscana auf ihn einigten. Wie sein Vorgänger erlangte er das Pontifikat aus der Position des Staatssekretärs; dies geschah viel später zum dritten und bislang letzten Mal 1939 bei Pius XII. Am 26. Juni wurde er zum Papst gekrönt und damit inthronisiert. Er wählte für sich das Motto aliis non sibi clemens (allen nur nicht sich selbst milde) und deshalb den Namen Clemens IX. Seine Wahl wurde sowohl in Spanien als auch in Frankreich begrüßt. Die Namenswahl sollte ein Programm der Milde und des Friedens anzeigen.

## Politik

### Kirchenpolitik
Clemens war in seinem Bemühen, die u. a. durch die rege Bautätigkeit seines Vorgängers ruinierten Finanzen des Vatikans neu zu ordnen, durchaus erfolgreich, indem er Steuern ermäßigte und die Leinenindustrie förderte. Er pflegte zudem fast jeden Tag dreizehn arme oder kranke Römer in seinen Palast einzuladen, die er dann dort selbst bediente, und besuchte oft die Kranken im Ospedale di Santo Spirito. Zweimal wöchentlich nahm er auch denen, die zu ihm kamen, die Beichte ab und zelebrierte persönlich viele Messen. In dem schon lange schwelenden Streit um den Jansenismus verordnete er mit einem Breve vom 2. Februar 1669 einen temporären Frieden, die Pax Clementina, die allerdings eine manifeste Beeinflussung durch die französische Politik von Ludwig XIV. erkennen ließ. Mit einem Motu proprio vom 6. Juli 1669 richtete Clemens eine neue Kongregation für Ablässe und die heiligen Reliquien (Congregatio Indulgentiarum et Sacrarum Reliquiarum) ein, und am 17. Juni desselben Jahres reorganisierte er die Aufgaben der Missionare. Heiliggesprochen wurden 1669 der Spanier Pietro de Alcantara und die italienische Nonne Maria Maddalena dei Pazzi. In drei Konsistorien kreierte er insgesamt 12 Kardinäle.

### Außenpolitik
Während seines Pontifikats war Clemens stets bemüht, die europäischen Fürsten auf die Gefahr einer Invasion der Türken aufmerksam zu machen, welche die letzte Bastion der Republik Venedig im Ägäischen Meer bedrohte, die Insel Kreta mit ihrer Hauptstadt Candia. Er fand jedoch weitgehend kein Gehör und daher fiel die Stadt am 4. September 1669 in die Hände der Osmanen. Im Jahr 1668 vermittelte Clemens zwischen Frankreich und Spanien den Frieden von Aachen, welcher den sogenannten Devolutionskrieg beendete.

### Bautätigkeit
In seiner Heimat ließ Clemens nach einem Entwurf von Gianlorenzo Bernini durch dessen Schüler Mattia de Rossi eine Landvilla errichten. Als der Bau begonnen wurde, verstarb der Papst jedoch, er wurde aber zu Ende geführt. Das Gebäude dient heute nach dem Übergang in Privatbesitz als Veranstaltungszentrum. Der heute so genannte Palazzo Pallavicini Rospigliosi in Rom nahe dem Quirinalspalast ist dagegen ein Bauwerk früherer Zeit, das erst 1704 von den Nachfahren des Papstes erworben wurde. Hier befindet sich heute die umfangreiche Kunstsammlung der Familie, die zu den größten privaten in Rom zählt. Der Palast selbst gehört ihr nur noch zu einer Hälfte, die andere ist im Besitz eines italienischen Industrieverbandes.

### Nepotismus
In üblicher Weise versorgte Clemens IX. seine Verwandten gleich nach der Papstwahl mit den traditionellen Ämtern in Rom und im Kirchenstaat. Sein Bruder Camillo wurde zum Gonfaloniere della Santa Chiesa, zum Befehlshaber des päpstlichen Heeres, ernannt. Dessen erster Sohn Tommaso (1642–1669) erhielt das Amt des Kastellans der Engelsburg. Der nächste Bruder, Giambattista (1646–1722), folgte seinem Vater als Heeresbefehlshaber nach, während der dritte, Giacomo Camillo (1628–1684), im geistlichen Dienst zum Kardinalnepoten aufstieg. Der vierte Bruder, Vincenzo, wurde Admiral der päpstlichen Galeeren, und der jüngste, Felice (1639–1687), wurde 1673 von Papst Clemens X. zum Kardinal ernannt. Allerdings verhinderte der kurze Pontifikat eine Ausweitung der Familienförderung, die sich ohnehin auf einem niedrigen Niveau bewegte.
Giambattista wurde zum Begründer des Familienbesitzes: Er heiratete im Jahre 1670 Maria Camilla Pallavicini, die Erbin der Besitztümer ihrer aus Genua stammenden Familie, die in Latium östlich von Rom die Orte Gallicano und Colonna erworben hatte. Für das Ehepaar richtete Kardinal Lazzaro Pallavicini, den Clemens IX. in seinem letzten Konsistorium am 29. November 1669 zur Ehre des Purpurs erhoben hatte, ein Majorat ein, das der Familie lange Zeit gehörte: Es beinhaltete das Herzogtum Zagarolo, das Fürstentum Gallicano und das Marchesat Colonna sowie eine große Kunstsammlung. Den erstgenannten Ort hatte Giambattista Rospigliosi 1670 von der Familie Ludovisi erworben. Er verschönerte den von den vorletzten Besitzern, den Colonna, übernommenen Ortspalast durch ein mit etlichen antiken Fragmenten verziertes Prunktor, das sein Sohn Clemente Domenico 1732 vollendete, wie es eine dort eingefügte Inschrift angibt. Nach dem Tode von Maria Camilla 1710 und dem von Giambattista 1722 erbte der erstgeborene Sohn die Rospigliosi-Besitzungen, der zweite diejenigen der Pallavicini. Nach späterem langen Gemeinschaftsbesitz wurde nach dem Tode von Giulio Cesare Rospigliosi-Pallavicini der Gesamtbesitz in der Mitte des 19. Jahrhunderts endgültig geteilt. Wegen großer finanzieller Schwierigkeiten wurden die unter dem Namen Rospigliosi Gioeni geführten Besitztümer nach und nach zwischen 1927 und 1932 verkauft, während dem Zweig der Pallavicini die ihrigen verblieben. Das Archiv der Familie Rospigliosi befindet sich heute im Archivio Segreto Vaticano.

## Nachwirken
Der Tod von Clemens IX. nach nur zweijähriger Pontifikatsdauer wurde von den Römern tief betrauert, weil sie seine Bemühungen um das Wohl des Kirchenstaates und besonders der Bevölkerung Roms zu schätzen vermochten. Er fand sein Grab in einem von Carlo Rainaldi 1671 vollendeten Monument in der Kirche S. Maria Maggiore in Rom. In der Musikgeschichte ist er wegen seiner Libretti immer noch gut bekannt. Die Familie des Papstes wahrte lange Zeit ihren Status im Kirchenstaat und existiert noch heute mit dem Ehrentitel der Herzöge von Zagarolo. Die linke Hälfte des Palastes auf dem Quirinalshügel mitsamt der Kunstsammlung gehört heute dem mit dem Namen Pallavicini versehenen Familienzweig.